# 孟加影縣
孟加影縣（印尼語：Kabupaten Bengkayang）是印度尼西亞西加里曼丹省的一個縣，位於該省北部，縣治為孟加影鎮。

## 地理
孟加影縣位於西加里曼丹省北部，三發河源頭處於此縣，東邊與上侯縣、馬來西亞砂拉越州古晉省倫樂縣、石隆門縣接壤，西臨納土納海，南邊與喃吧哇縣、萬那縣相連，北邊與山口洋市、三發縣毗鄰。

## 人口
在山口洋市與孟加影縣之間有許多華人與達雅族通婚的後代居住。2006年孟加影人口為211,883人。孟加影縣當地華人使用客家語。

## 行政區劃
1999年孟加影縣由三發縣分出而成立，縣治設於孟加影鎮，該縣轄17個鎮。
1. 孟加影鎮
2. 札加拉鎮
3. 耶蓋峇邦鎮
4. 勒多鎮
5. Lembah Bawang
6. 魯麻鎮
7. 打勞鹿鎮
8. 白芒頭鎮
9. 華莪鎮
10. Seluas
11. 詩丁鎮
12. 雙溪勿洞鎮
13. 雙溪拉雅鎮
14. 雙溪拉雅群島鎮
15. 蘇帝三寶壟鎮
16. 打掠鎮
17. Tujuh Belas

## 經濟
農業為孟加影縣的主要經濟來源。糧食作物有稻米、玉米、木薯、番薯、花生、黃豆、豌豆等等。蔬菜類作物有黃瓜、豇豆等等。經濟作物有油棕、椰子、咖啡、可可、橡膠、胡椒等等。